# Ghiacciaio Ramorino
Il ghiacciaio Ramorino (in inglese: Ramorino Glacier) è un ghiacciaio lungo circa 8,3 km situato sulla costa di Zumberge, nella parte occidentale della Terra di Ellsworth, in Antartide. In particolare, il ghiacciaio, il cui punto più alto si trova a oltre 2.000 m s.l.m., è situato sul versante orientale della catena principale della dorsale Sentinella, nelle montagne di Ellsworth. Da qui esso fluisce in direzione nord-est scorrendo tra le pendici del monte Shinn, a sud, e quelle del monte Epperly, a nord, fino ad unire il proprio flusso a quello del ghiacciaio Crosswell a nord-ovest del monte Segers.

## Storia
Il ghiacciaio Ramorino è stato così battezzato nel 2006 dal Comitato consultivo dei nomi antartici in onore di Maria Chiara Ramorino, coordinatrice del team italiano dedito alla compilazione e alla pubblicazione del dizionario geografico composito dell'Antartide curato dal Comitato scientifico per la ricerca in Antartide dal 1998 al 2006.